# Pylaisia capillacea
Pylaisia capillacea là một loài Rêu trong họ Hypnaceae. Loài này được (Griff.) A. Jaeger mô tả khoa học đầu tiên năm 1880.